# Шосер
Шосер (фр. Chaussaire) насеље је и општина у западној Француској у региону Лоара, у департману Мен и Лоара која припада префектури Шоле.
По подацима из 2011. године у општини је живело 794 становника, а густина насељености је износила 65,08 становника/km². Општина се простире на површини од 12,2 km². Налази се на средњој надморској висини од 83 метара (максималној 106 m, а минималној 52 m).

## Демографија
| 1962. | 1968. | 1975. | 1982. | 1990. | 1999. | 2011. |
| ----- | ----- | ----- | ----- | ----- | ----- | ----- |
| 623   | 614   | 595   | 606   | 644   | 610   | 794   |

График промене броја становника у току последњих година